# Beșghioz
Beșghioz (in gagauzo Beșgöz, in russo Bešgioz – Бешгиоз) è un comune della Moldavia situato nella Gagauzia di 3.391 abitanti al censimento del 2004.

## Società

### Evoluzione demografica
In base ai dati del censimento, la popolazione è così divisa dal punto di vista etnico:
| Etnia       | Abitanti | %     |
| ----------- | -------- | ----- |
| Moldavi     | 46       | 1,36  |
| Ucraini     | 35       | 1,03  |
| Russi       | 76       | 2,24  |
| Gagauzi     | 3.153    | 92,98 |
| Bulgari     | 66       | 1,95  |
| Rumeni      | 0        | 0     |
| Altre etnie | 15       | 0,44  |